# Torres de Malory
Torres de Malory es una saga de libros juveniles escrita por la autora británica Enid Blyton escrita entre el año 1946 y 1951. La saga consta de seis libros, cada uno escrito en un año. Narra las aventuras de las alumnas de un internado femenino llamado Torres de Malory (Malory Towers en el original). La autora muestra los valores positivos que se idean en los internados ingleses a las adolescentes hasta convertirlas en personas de un comportamiento correcto.
La protagonista, Darrell Rivers, acude por primera vez a este colegio con doce años. Las niñas del internado deben convivir allí durante el curso escolar, hasta que hayan cumplido los 17 años. En el primer curso llegan muchas alumnas al colegio, alegres de estar allí.
Enid Blyton cuenta sus aventuras, sus travesuras, sus paseos por el acantilado junto al que está la piscina natural, sus grandes meriendas repletas de pasteles, termos de té, galletas, limonada... y sus fiestas nocturnas.
Todas cometen errores durante años, y muchas abandonan el colegio porque no terminan de encajar en él, pero siempre queda un bonito recuerdo en el corazón de las que se van, las grandes amistades que se consiguen conviviendo día y noche.

## Títulos de la colección
La colección de Torres de Malory" está formada por 6 libros:
1. Primer curso en Torres de Malory (First term at Malory Towers, 1946)
2. Segundo grado en Torres de Malory (The second form at Malory Towers, 1947)
3. Tercer año en Torres de Malory (Third year at Malory Towers, 1948)
4. Cuarto grado en Torres de Malory  (Upper fourth at Malory Towers, 1949)
5. Quinto grado en Torres de Malory (In the fifth at Malory Towers, 1950)
6. Último curso en Torres de Malory (Last term at Malory Towers, 1951)

### Primer Curso en Torres de Malory
Darrell Rivers, una joven adolescente inglesa de doce años que ingresa en un internado, llamado Torres de Malory, ella es nueva en aquel internado donde interactúa con otras adolescentes y conoce las características del colegio y de sus compañeras. También intenta hacerse amiga de una joven llamada Alicia, pero esta se suele portr regulín regular y al hacerle caso acaba teniendo malas notas y también malos comportamientos, con lo cual decide estudiar y no hacer tantas trastadas con Alicia... También había una niña llamada Sally hope, muy cerrada y obtusa que al fin y al cabo es feliz y muy tranquila, pero tiene problemas con los celos cuando la llevan al internado torres de malory ya que ella cree que es porque sus padres no la quieren y en realidad lo que pasó es que no tenían tiempo al haber nacido su hermana puqueña. Sally hope al final acaba haciéndose muy amiga de Darrell.
Darrell es una niña con mucho genio, cuando se enfada. La pobre Gwendoline Mary sufre muchas veces estas consecuencias. Los personajes que se muestran en la entrega son;
Las mademoiselles Rougier y Dupont, la señorita Potts, el ama, la directora Grayling, las niñas: Mary-Lou, Alicia, Betty, Katherine, Gwendoline Mary, Sally y Darrell. También algunos profesores como el señor Young (el profesor de música).

### Segundo grado en Torres de Malory
Vuelven al internado Darrel y Sally, quienes ya son muy amigas y en este curso entran nuevas estudiantes: Dhapne, quien se presenta como hija única de multimillonarios; Belinda tiene talento para el dibujo, además de ser tan despistada como Irene; Ellen, quien llega becada al internado.
Muchas situaciones se viven en el internado, ahora con Sally como delegada del grupo y Gwendoline alrededor de Dhapne; Alicia se supera gastando bromas, siempre secundada con su amiga Betty; Ellen con su extraño comportamiento logra que sus compañeras la aíslen y alguien es muy hábil robando monederos.
¡En torres de Malory no hay quien se aburra!.

### Tercer año en torres de Malory
Darrell empieza el curso muy contenta hasta que se entera de que debe acompañar a la escuela a una muchacha estadounidense de nombre Zerelda Brass. En el colegio todos quedan fascinados con el aspecto de Zerelda, era muy presumida y se creía Julieta y, Gwendoline Mary como es parecida a ella, intenta hacerse amiga de Zerelda, que, por su edad, debe estar en cuarto.
Por otro lado está Mavis, que canta como nadie pero el único problema era que siempre estaba hablando de sí misma y decía "cuando sea cantante de ópera y actúe  en..." todas las chicas estallaron de enfado y decidieron ignorarla. Por otro camino apareció  Wilhelmina a quien llaman Bill con su caballo Trueno, que enferma de un cólico. En las clases, Bill no se centraba pensando en Trueno y Zerelda tampoco así que decidieron pasarla a tercero, donde allí se sentirá más relajada. Al final la señorita Peters, la tutora de tercero, ayudó mucho a Trueno e hizo que se pusiera bien. Mavis, ya harta de que ninguna quisiese escuchar su famosa frase, decidió apuntarse al concurso de talentos del pueblo de al lado y a las demás no les dio buena espina. Y luego apareció en una cuneta con una pulmonía. ¡Mavis había perdido la voz! Era el comentario más hablado en el colegio, Mavis no recuperó el poder cantar hasta un año más tarde (después de dos años se recupera completamente), y antes de acabar el trimestre Zerelda se acercó a la enfermería a ver a Mavis y tenían muchísimo en común.

### Cuarto grado en Torres de Malory
En este grado, las niñas deben sacar el certificado escolar, que no estaba al alcance de todas. Darrel está feliz porque su hermanita Felicity la acompaña a su querido Torres de Malory y por su lealtad y sensatez es nombrada como delegada del curso, lo que llena de orgullo a las hermanas Rivers y a sus entrañables amigas.
Gwendoline, una niña mimada que solo piensa en sí misma, se hace amiga de la honorable Clarissa Carter, una nueva niña con aspecto asustado que tiene el corazón débil. Gwen solo era amiga de Clarissa por su dinero. Pero poco duró su amistad, porque en el ecuador del trimestre, donde los padres de las niñas van a visitarlas, vio a su institutriz a quien confundió con su madre de ella, una señora de aspecto vulgar con un turbante en la cabeza y un coche viejo y sucio, y pensando que no era rica ni guapa, dejó la amistad. Gwen solo se preocupaba por las niñas ricas, superdotadas o guapas. Felicity se hace amiga de June, la prima de Alicia también nueva en Torres de Malory. Darrell de ninguna manera aprobaba esa amistad, ya que June era desvergonzada, despreocupada y muy dominante. Felicity al final del libro dejó su amistad con June, ya que esta metió a Darrell y al cuarto curso en problemas solo por venganza, ya que no le caían bien las dominantes alumnas de cuarto curso, que ya no soportaban ninguna impertinencia de parte de las pequeñas. Entre tanto Darrell por situaciones que se salen de sus manos, ¡pierde su cargo como delegada del curso! Y aún hubo más complicaciones. Las mellizas Connie y Ruth, las dos últimas nuevas, eran uña y carne, pero de manera muy injusta. Connie trataba a Ruth como a una niña pequeña, nunca la dejaba hablar y contestaba por ella siempre. Connie era una niña dominante que también era un poco estúpida, en el sentido de que suspendía bastante. Pero, cuando debían obtener el certificado escolar Connie le dijo a Ruth que suspendiera el examen, porque ella sabía que Ruth aprobaría y ella no. De esta manera seguirían juntas. Entonces Ruth empieza a hacerle muchísimas trastadas a Connie, porque la obligaba a repetir, pero al ver su cara triste no lo soportaba y quería ayudarla. Darrell se entera y arregla todo, así que al final Connie repite y Ruth no. Otras cosas que turbaron el año fue la enfermedad de Alicia. Ella tenía el sarampión, aunque no lo sabía, e hizo mal los exámenes, ya que la enfermedad le impedía pensar. Menos mal que la gobernanta de la Torre Norte (el colegio tiene cuatro Torres, donde las niñas se alojan) se entera y Alicia pudo pasar de curso. Gwen, creyéndose bastante astuta, fingió tener el corazón débil, para así librarse del examen. Y así fue, aunque no del todo. Su madre, asustada, la saca del internado pero tras llevarla a un especialista se dan cuenta de que fingía y la envían de regreso al colegio a tiempo de presentarse al examen. Fracasó, pero alguna profesora creía en la enfermedad de Gwen, así que pasó de curso. Pero como ya no era amiga de Clarissa, porque esta se hizo amiga de Bill una niña que solo pensaba en caballos y nada más que caballos. Se hicieron amigas porque a las dos les encantaban los caballos.

### Quinto Grado en Torres de Malory
Quinto grado en torres de Malory, es un año muy distintos a los demás ya que las adolescentes están a solo un curso de terminar el colegio. Darrell como todos los años llega a su colegio con sus padres y por segundo año consecutivo con su hermana menor Felicity (en segundo año  esta última). Se reencuentra con sus viejas amigas ,pero hay una niña nueva que se llamaba Maureen (según Darrell y sus amigas una niña que solo piensa que es la mejor que todas en todos los sentidos y que ella si se podría llevar bien con Gwen), y otra chica que se llamaba Moira, que en realidad tendría que estar en 6° año pero repitió, Moira era una chica que se mostraba autoritaria, se cree que como era la más grande podía hacer y mandar como le parecía. Otra niña nueva era Catherine, que al igual que Moira había repetido curso. Catherine era muy servicial y, debido a eso, todas la empezaron a llamar Santa Catherine, e incluso Belinda la dibujó con aureolas y con mensajes diciendo : Santa Catherine, nuestra mártir.
También conocemos al pequeño caballo de Clarissa Carter, Patitas.
Darrell se convierte en la capitana de la escuela elemental de Lacrosse, o sea que iba a dirigir el equipo y en él se encontraba su hermana Felicity.
La profesora les propuso que todas las alumnas de 5° año hagan una obra de teatro, así que ella y sus compañeras logran hacerla, cada una en un sector determinado, por ejemplo Darrell se encargó de escribirla, Irene de la música, Moira de dirigirlo, Belinda de dibujar y hacer los diseños de vestido (la obra era la Cenicienta) y otras alumnas en interpretarlo. Sucedió un caso particular cuando se estaban eligiendo los personajes, Gwen y Maureen se creían las más lindas del colegio y las indicadas para el papel de Cenicienta, ya que las dos poseían una cabellera dorada que caía en forma de cascada y unos ojazos azules, pero en realidad las demás chicas no las veían como Cenicienta ya que Maureen tenía los dientes de conejo y Gwen estaba un poco gordita, así que eligieron a Mary-Lou. Igual ellas nunca irían a elegir a alguien como Maureen y Gwen porque las dos se la creían mucho.
Así llega a fin de año y la obra teatral es representada por las chicas y es así como Darrell descubre tener una gran talento para escribir, ya que al final de la obra todos la aplaudieron de pie.

### Último Curso en Torres de Malory
Han pasado los años y Darrell, Sally, Alicia y las demás empiezan su último curso en Torres de Malory. Ahora son las mayores del colegio, disponen de habitaciones para ellas solas y todas las alumnas las miran con respeto. Sin embargo, aún les queda algo de su espíritu infantil, lo suficiente para gastar algunas bromas a su querida Mademoiselle Dupont,correr por el campo de deportes, y aprovechar al máximo su último curso antes de enfrentarse a la vida adulta.
En este curso, Catherine se va debido a que su madre se cree una inválida. Sally y Darrell irán a la universidad juntas, Mary-Lou será enfermera de niños (lo cual todas aprecian), Irene se dedicará a la música, Belinda al arte, Mavis se va a una escuela de canto y además Bill (Wilhelmina) y Clarissa montarán una escuela de equitación. Gwen se va casi a final de año debido a que su padre iba a morir (al final solo queda inválido) pero se mandan cartas porque Gwen empieza a ser amable. Suzanne, la sobrina de Mademoiselle Rougier, también se aloja con ellas y dice cosas extrañas como perrón (perdón) o pelucuar (peculiar). Además, Amanda (otra nueva alumna) insiste en nadar en el mar y lo hace aun estando prohibido, y se desgarra un músculo de la pierna porque la arrastró la corriente. June la salva en un bote.

## Obras posteriores a las novelas originales de Blyton
En 2009 y 2020 la escritora Pamela Cox escribió seis libros más de la colección, publicados en España por la editorial RBA Molino: 
- New term at Malory Towers (Nuevo curso en Torres de Malory )
- Summer Term at Malory Towers (Curso de verano en Torres de Malory)
- Winter Term at Malory Towers (Curso de invierno en Torres de Malory)
- Fun and games at Malory Towers (Un curso divertido en Torres de Malory)
- Secrets at Malory Towers (Un curso lleno de secretos en Torres de Malory)
- Goodbye Malory Towers (Fin de curso en Torres de Malory).[1]

(En ellos, Felicidad -la hermana de Darrell-, June -la prima de Alicia- y sus coetánas toman el relevo después de que la promoción protagonista de las seis primeras obras abandone el internado. Se les pueden aplicar las mismas cualidades que a las obras de Cox situadas en Santa Clara, y esta vez el conjunto tiene cohesión.)
Y a manera de pegote, la misma editorial ha publicado
- New Class at  Malory Towers (Torres de Malory Nuevas Compañeras) (VV AA)

Puñado de relatos, cada uno de distinta madre y con distinto grado (nunca mucho) de interés, que lo mismo podrían ubicarse en Torres de Malory que en la Cochinchina. Aficionados a la serie, abstenerse; sobre todo, del capítulo que retrata a Alicia y Betty como un par de terroristas antilectura. 